# Pheidole aper
Pheidole aper är en myrart som beskrevs av Auguste-Henri Forel 1912. Pheidole aper ingår i släktet Pheidole och familjen myror. Inga underarter finns listade i Catalogue of Life.